# كأس النمسا 2000–01
كأس النمسا 2000–01 (بالألمانية: Österreichischer Fußball-Cup 2000/01)‏ هو موسم من كأس النمسا. أشرف على تنظيمه اتحاد النمسا لكرة القدم، وفاز فيه نادي كارنتين.